# 34.º Batallón Aéreo de Reemplazo
El 34.º Batallón Aéreo de Reemplazo (34. Flieger-Ersatz-Abteilung) fue una unidad de la Luftwaffe de la Alemania nazi.

## Historia
Fue formado el 1 de octubre de 1936 en Quakenbrück. El 1 de abril de 1937 es reasignado al 24.º Batallón Aéreo de Reemplazo. Reformado el 1 de abril de 1937 en Handorf a partir del 44.º Batallón Aéreo de Reemplazo. El 1 de noviembre de 1938 es reasignado al 12.º Batallón Aéreo de Reemplazo.

## Comandantes
- Coronel Theodor Trienal (1 de octubre de 1936 – 1 de abril de 1937).
- Teniente coronel Jens-Peter Petersen (1 de abril de 1937 – 30 de junio de 1938).
- Teniente coronel Rudolf Ortner-Weigand (1 de julio de 1938 – 1 de noviembre de 1938).